# Космическая геодезическая сеть
Космическая геодезическая сеть - предназначена для задания геоцентрической системы координат. Пункты КГС являлись частью глобальной сети на территории бывшего СССР, в Антарктиде и ряде зарубежных стран. Координаты пунктов определены по доплеровским, фотографическим, дальномерным, радиотехническим и лазерным наблюдениям ИСЗ системы Гео-ИК. Система ПЗ–90 была реализована 26 стационарными астрономо-геодезическими  пунктами. Эти пункты являлись частью глобальной космической геодезической сети. Точность взаимного положения пунктов при среднем расстоянии между ними около 1...1,5 тыс. км характеризуется СКО, равными 0,2…0,3 м. 7 сохранившихся на территории РФ пунктов КГС Минобороны использованы для Уточнения геоцентрическая система координат ПЗ–90.02